# Tejuhagedissen
Tejuhagedissen (spreek uit: teguhagedissen) (Teiidae) zijn een familie van hagedissen die behoren tot de infraorde skinkachtigen (Scincomorpha).
Tejuhagedissen komen voor in delen van Noord- en Zuid-Amerika. Ze lijken sterk op de Europese echte hagedissen en zijn hiervan moeilijk te onderscheiden.

## Verspreiding en habitat
Deze hagedissen leven in de Nieuwe Wereld en komen voor in delen van Noord-Amerika, Midden-Amerika en Zuid-Amerika, ook op de Caraïben komen veel soorten voor. Het zijn warmteminnende reptielen, de noordelijkste grens zijn delen van de Verenigde Staten, verder zijn veel soorten te vinden in Mexico.
Op de ABC-eilanden komen verschillende soorten voor, zoals Cnemidophorus murinus die alleen voorkomt op Curaçao en Bonaire. De Arubaanse renhagedis (Cnemidophorus arubensis) komt voor op Aruba. Binnen het Nederlands taalgebied komen daarnaast elf soorten voor in Suriname.
Alle soorten zijn bodembewoners die ook wel kunnen klimmen om te vluchten. Veel soorten leven in open gebieden en zonnen graag.

## Levenswijze
Tejuhagedissen hebben een gevarieerde levenswijze; de woestijnteju's uit het geslacht Dicrodon bijvoorbeeld zijn in droge omstandigheden te vinden terwijl de soorten uit het geslacht Dracaena juist typische moerasbewoners zijn.
Tejuhagedissen zijn overdag actief en schuilen 's nachts in holen en spleten. Net zoals bijna alle hagedissen eten alle soorten insecten en kleine ongewervelden. De meeste soorten eten daarnaast ook fruit en bessen. Dit is bij alle andere hagedissen zoals de sterk gelijkende soorten uit de familie echte hagedissen juist zeer uitzonderlijk. Het geslacht Dracaena is gespecialiseerd in slakken.
Vijanden van tejuhagedissen zijn andere reptielen zoals grotere hagedissen en slangen en daarnaast staan ze op het menu van verschillende soorten opportunistische roofvogels en vele rovende zoogdieren. De grotere soorten kunnen zich goed verdedigen en bijten fel van zich af als ze worden bedreigd. Het vluchtgedrag is soms afhankelijk van de leeftijd van de hagedis. Jongere dieren kunnen snel wegvluchten door op hun achterpoten te lopen en zo weg te rennen, oudere dieren worden hiervoor uiteindelijk te zwaar en vertonen agressief dreiggedrag zoals het opensperren van de bek en het slaan met de staart.
Alle soorten zijn eierleggend of ovipaar. De eieren worden door het vrouwtje begraven in een ondiep hol en het legsel wordt door de warmte van de zon 'uitgebroed'. De jonge dieren zijn vaak bont gekleurd in vergelijking met de volwassen exemplaren.

## Uiterlijke kenmerken
Tejuhagedissen hebben een typisch hagedisachtige lichaamsbouw en hebben een spitse kop, een langwerpig lichaam een lange, ronde en dunne staart. De verschillende soorten wijken wat betreft lichaamslengte sterk af. De kleinste soorten worden inclusief staart nog geen tien centimeter lang en de grootste soorten kunnen een lichaamslengte tot bijna anderhalve meter bereiken. Veel soorten hebben een bruine tot grijze lichaamskleur die de dieren minder doet opvallen in de natuurlijke omgeving. Van een aantal soorten is bekend dat de mannetjes gedurende de paartijd felle kleuren hebben om meer op te vallen. Net als bij de echte hagedissen komen bij de tejuhagedissen vormen voor die gedegenereerde poten hebben.

## Naam en indeling
Tejuhagedissen vormen een middelgrote familie die wordt vertegenwoordigd door 159 soorten. De groep werd voor het eerst wetenschappelijk beschreven door John Edward Gray in 1827. Vroeger was de familie veel omvangrijker en werden ook de waterteju's (Neusticurus), de graafteju's (Bachia) en vele andere groepen van hagedissen uit de Nieuwe Wereld tot de Teiidae gerekend, maar deze verschillende subgroepen zijn als gevolg van nieuwe wetenschappelijke inzichten aan andere families toegekend.
De geslachten worden verdeeld in twee onderfamilies; Teiinae en Tupinambinae. Het geslacht 'Callopistes werd eerder in een aparte onderfamilie geplaatst (Callopistinae) maar dit wordt niet algemeen erkend
Er worden tegenwoordig achttien geslachten erkend, waarvan er twee monotypisch zijn; Crocodilurus en Medopheos; deze geslachten worden slechts door een enkele soort vertegenwoordigd. Zie voor alle soorten de lijst van tejuhagedissen.
| Naam                                            | Auteur                                                                     | Verspreidingsgebied |                      |
| Onderfamilie Teiinae                            | Onderfamilie Teiinae                                                       | Onderfamilie Teiinae | Onderfamilie Teiinae |
| ----------------------------------------------- | -------------------------------------------------------------------------- | --- | -------------------- |
| Ameiva's ― Ameiva                               | Meyer, 1795                                                                | Argentinië, Bolivia, Brazilië, Colombia, Cuba, Dominicaanse Republiek, Ecuador, Frans-Guyana, Guyana, Haïti, Aruba, Paraguay, Peru, Suriname, Trinidad, Venezuela  |                      |
| Ameivula                                        | Harvey, Ugueto & Gutberlet, 2012                                           | Argentinië, Bolivia, Brazilië, Paraguay |                      |
| Aspidoscelis                                    | Fitzinger, 1843                                                            | Belize, Costa Rica, El Salvador, Guatemala, Honduras, Mexico, Nicaragua, Verenigde Staten                                                                          |                      |
| Aurivela                                        | Harvey, Ugueto & Gutberlet, 2012                                           | Argentinië |                      |
| Renhagedissen ― Cnemidophorus                   | Wagler, 1830                                                               | Belize, Brazilië, Colombia, Frans-Guyana, Guatemala, Guyana, Aruba, Bonaire, Curacao, Nicaragua, Panama, Suriname, Trinidad en Tobago, Venezuela, Verenigde Staten |                      |
| Contomastix                                     | Harvey, Ugueto & Gutberlet, 2012                                           | Argentinië, Bolivia, Brazilië, Uruguay |                      |
| Woestijnteju's ― Dicrodon                       | Duméril & Bibron, 1839                                                     | Ecuador, Peru |                      |
| Glaucomastix                                    | Goicoechea, Frost, De la Riva, Pellegrino, Sites, Rodrigues & Padial, 2016 | Brazilië |                      |
| Holcosus                                        | Cope, 1862                                                                 | Belize, Colombia, Costa Rica, Ecuador, El Salvador, Guatemala, Honduras, Mexico, Nicaragua, Panama                                                                 |                      |
| Kentropyx                                       | Spix, 1825                                                                 | Argentinië, Bolivia, Brazilië, Colombia, Ecuador, Frans-Guyana, Guyana, Peru, Suriname, Trinidad, Venezuela                                                        |                      |
| Medopheos                                       | Bocourt, 1874                                                              | Ecuador, Peru |                      |
| Pholidoscelis                                   | Fitzinger, 1843                                                            | Antillen |                      |
| Teius                                           | Merrem, 1820                                                               | Argentinië, Bolivia, Brazilië, Paraguay, Uruguay |                      |
| Onderfamilie Tupinambinae                       |                                                                            | |                      |
| Callopistes                                     | Gravenhorst, 1838                                                          | Chili, Ecuador, Peru |                      |
| Krokodilstaarthagedis ― Crocodilurus amazonicus | Daudin, 1802                                                               | Brazilië, Colombia, Frans-Guyana, Peru en Venezuela |                      |
| Dracaena                                        | Daudin, 1802                                                               | Bolivia, Brazilië, Colombia, Ecuador, Frans-Guyana, Peru |                      |
| Salvator                                        | Duméril & Bibron, 1839                                                     | Argentinië, Bolivia, Brazilië, Paraguay, Uruguay |                      |
| Reuzenteju's ― Tupinambis                       | Daudin, 1802                                                               | Argentinië, Bolivia, Brazilië, Colombia, Ecuador, Frans-Guyana, Guyana, Peru, Suriname, Trinidad en Tobago, Venezuela                                              |                      |